# Quai Moncousu
Le quai Moncousu est une voie de Nantes, en France.

## Situation et accès
Situé dans le quartier Centre-ville, sur la rive méridionale de l'ancienne île Gloriette, sur les bords de la Loire (bras de la Madeleine), le quai débute au niveau du pont Haudaudine pour se terminer par le pont Général-Audibert et de la place Aimé-Delrue.

## Origine du nom
Il rend honneur à l'officier de marine Pierre-Augustin Moncousu, ancien capitaine négrier, qui s'illustra notamment durant la bataille de Groix en 1795. Il est mort au combat, emporté par un boulet, lors de Bataille d'Algésiras en 1801, à bord du vaisseau l'Indomptable.

## Historique
C'est sur ce quai que s'opérait chaque année le déchargement des foins. La morgue y était également présente du fait de la proximité de l'Hôtel-Dieu. Son nom actuel lui a été attribué le 27 octobre 1837. La Manufacture des tabacs y fut aussi installée de 1858 à 1863.
En 1984 est élaboré le projet d'une voie sur berge, destinée à doubler notamment le quai Moncousu. Celle-ci prendra plus tard le nom de « quai André-Morice ».